# Aphelopinae
Aphelopinae es una subfamilia de insectos de la familia Dryinidae, avispillas parásitas. Miden de 1 a 3 mm. Hay  55 especies de distribución mundial. Aphelopus parasitan a miembros de Cicadellidae y Crovettia parasitan a Membracidae.

## Géneros
- Aphelopus Dalman, 1823
- Crovettia Olmi, 1984